# Gibberellina-44 diossigenasi
La gibberellina-44 diossigenasi è un enzima appartenente alla classe delle ossidoreduttasi, che catalizza la seguente reazione:
gibberellina 44 + 2-ossoglutarato + O2 ⇄ gibberellina 19 + succinato + CO2
L'enzima richiede Fe2+.